# Gekkan Dragon Age
A Gekkan Dragon Age (月刊ドラゴンエイジ; Gekkan Doragon Eidzsi; Hepburn: Gekkan Doragon Eiji; angol nyelvterületen Monthly Dragon Age) egy japán sónen mangamagazin, amelyet a Fujimi Shobo ad ki. A magazin a Fujimi Shobo két korábbi magazinja, a Gekkan Comic Dragon és a Gekkan Dragon Junior egyesítésével jött létre. Az első szám 2003 áprilisában jelent meg, az új számok minden hónap kilencedikén kerülnek piacra. A magazin a „New Age Standard Comic” címet viseli. Egy különleges kiadása, a Dragon Age Pure 2006. január és 2009. február között futott.

## Mangasorozatok
- A-kun (17) no szenszó
- Armored Core: Tower City Blade
- Black Blood Brothers
- Blaze
- Bremen
- Chrono Crusade
- Cubame sindorómu
- Cuiteru kanodzso
- Dakara boku va, eccsi ga dekinai.
- Demon Heart
- Denszecu no júsa no denszecu
- Densa gakuen mohamohagumi
- Devel 17 hókago no kjószensi
- Dorotea: Madzso no kanazucsi
- Full Metal Panic! Σ
- Galaxy Angel
- Gosúsó-szama Ninomija-kun
- Gosick
- Gun X Clover
- Hageruja!
- Hekikai no Aión
- Higanbana no szaku joru ni
- High School DxD
- Highschool of the Dead
- Iinari! Aibureson
- Icuka tenma no kuro uszagi
- Ikoku meiro no Croisée
- Jaeka no karte
- Jami ni koisita Hicudzsi-csan
- Kamen no Maid Guy
- Kanon
- Karin
- Kaze no Stigma
- Kijosiró Denki File
- Kókaku no regios
- Kókaku no regios Missing Mail
- Kore va zombie deszu ka?
- Kjósiró to tova no szora
- Lemon ni Vitamin C va szorehodo fukumareteinai
- Lolita Complex Phoenix (aka Lolicon Phoenix)
- Maburaho
- Mahócukai ni taiszecu na koto
- Maken-ki!
- Marianas denszecu
- Mei no naiso
- Mizore no kjósicu
- Mizuiro Splash
- Namara! My Love
- Nodoka Nobody
- Omamori Himari
- Ore Fetish: Icsigo-csan ki o cukete
- Orufiina Saga
- Otaku no Muszume-szan
- Pixy Gale
- Reimondo
- Rocket Knights
- Rune Factory 2
- Szaikin, imóto no jószu ga chotto okaishiin da ga.
- Szaszami: Mahó Sódzso Club
- Szatógasi no dangan va ucsinukenai
- Scrapped Princess
- Szeitokai no icsizon
- Sinigami to Chocolate Parfait
- Slayers Evolution-R
- Slayers Revolution
- Szókó no strain
- Supa Supa
- Tencsi mujó!
- Tengoku kara miteita umi
- Tecunagi kooni
- The Third
- Toppu o nerae cú!
- Triage X
- Trinity Seven: The Seven Magicians
- Unlimited Wings
- Variante
- Zero In

## Fordítás
Ez a szócikk részben vagy egészben  a   Monthly Dragon Age című angol Wikipédia-szócikk ezen változatának fordításán alapul.  Az eredeti cikk szerkesztőit annak laptörténete sorolja fel. Ez a jelzés csupán a megfogalmazás eredetét és a szerzői jogokat jelzi, nem szolgál a cikkben szereplő információk forrásmegjelöléseként.